# Coperto dei Figini
Il Coperto dei Figini era un palazzo rinascimentale costruito tra il 1467 e il 1472 da Guiniforte Solari, un ingegnere della Veneranda Fabbrica del Duomo di Milano, su commissione di Pietro Figino, situato in piazza del Duomo a Milano. Il Coperto dei Figini venne abbattuto nel 1864, quando l'area venne ristrutturata per l'ampliamento della piazza e per la costruzione della Galleria Vittorio Emanuele II. Sotto i suoi portici era presente il Caffè Campari, che successivamente si trasformò in un'azienda produttrice di bevande, che esiste tuttora.

## Storia

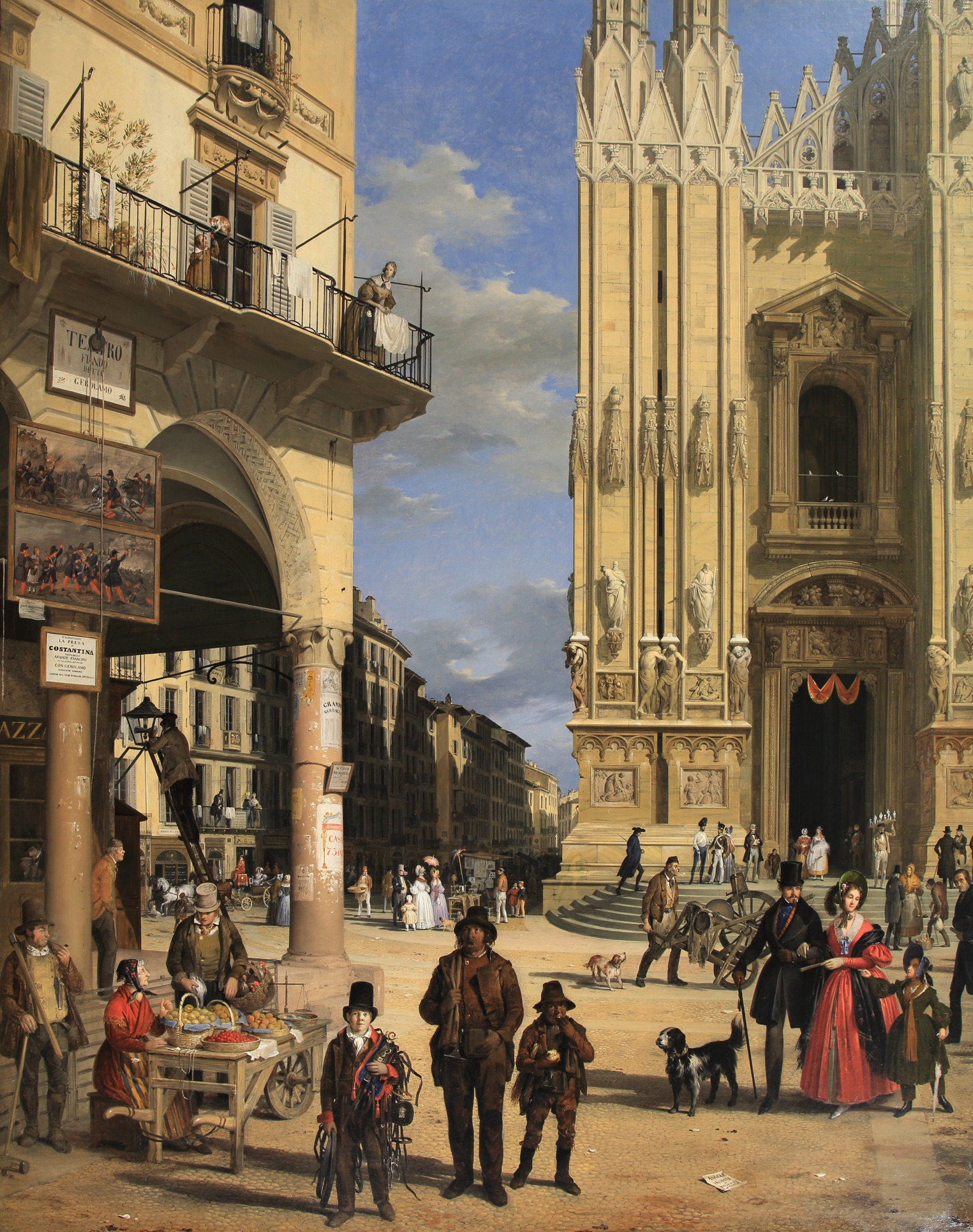
Piazza del Duomo nel 1838 in un dipinto di Angelo Inganni. Sulla sinistra, si riconosce il Coperto dei Figini

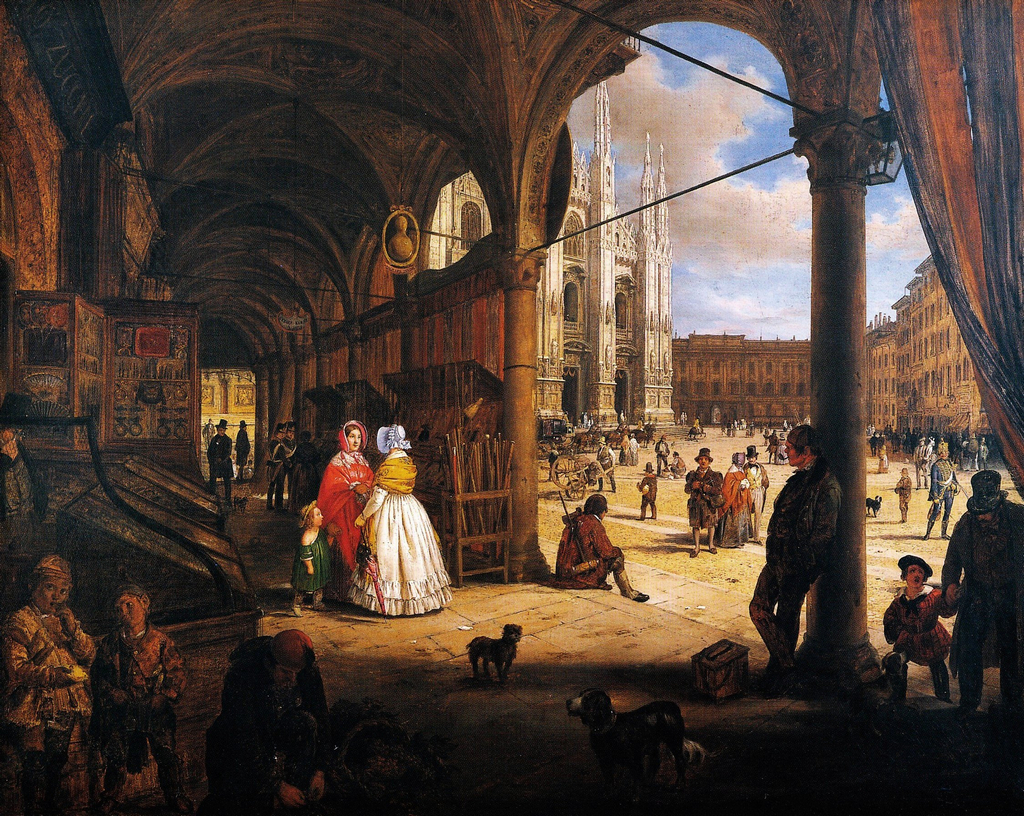
Scorcio di piazza del Duomo dai portici del Coperto dei Figini in un dipinto di Angelo Inganni del 1842

Il nome "coperto" deriva dal fatto che a livello stradale erano presenti dei portici davanti all'ingresso dei negozi, i quali erano rientrati rispetto al profilo stradale, creando così una sorta di passaggio "coperto". Pietro Figino, che volle l'edificio, il quale poi prese il suo nome, apparteneva a un'importante famiglia nobiliare di Milano che possedeva già altri edifici in piazza del Duomo. Con la realizzazione del Coperto dei Figini, Pietro Figino volle potenziare la propria attività commerciale con la costruzione di un palazzo avente, sotto i suoi portici, dei negozi.
Pietro Figino diede l'incarico di progettare e costruire il Coperto dei Figini a Guiniforte Solari, un ingegnere della Veneranda Fabbrica del Duomo di Milano, che stava già lavorando alla costruzione della cattedrale milanese. La scelta cadde su Solari per questione di prestigio: Pietro Figini voleva un palazzo che rivaleggiasse architettonicamente con gli altri edifici già presenti in piazza del Duomo. In origine il Coperto dei Figini aveva stile gotico, che ben si accompagnava con lo stile gotico dell'erigendo Duomo di Milano e del Broletto Vecchio (l'odierno Palazzo Reale), anch'esso all'epoca di questo stile.
Il caseggiato fu costruito sui resti dell'antica basilica maior, nome originario paelocristiano della basilica di Santa Tecla, demolita tra il 1461 e il 1462. La basilica di Santa Tecla venne abbattuta per poter permettere la costruzione del Duomo di Milano, iniziata nel 1386, ma la sua parete del fianco nord, con una fila di colonne attigue, fu risparmiata dalle demolizioni e venne inglobata dall'architetto Solari nell'erigendo Coperto dei Figini, la cui costruzione iniziò nel 1467 concludendosi nel 1472.
Il Coperto dei Figini era un edificio lungo 76 metri ed era provvisto di un portico fronte piazza, il cui muro di fondo e le sue 24 colonne, come già accennato, appartenevano precedentemente alla demolita basilica di Santa Tecla. Il Coperto dei Figini era costituito originariamente da altri due piani soprastanti il portico, aventi delle pregevoli finestre in cotto, dove alloggiavano i commercianti proprietari nei negozi sottostanti.

Il complesso episcopale di Milano sovrapposto alla moderna piazza del Duomo. Il complesso episcopale, che fu demolito per poter permettere la costruzione del Duomo di Milano, era costituito dalla basilica di Santa Tecla (nomi originari paleocristiani basilica maior o basilica nova), il battistero di San Giovanni alle Fonti, la cattedrale di Santa Maria Maggiore (nomi originari paleocristiani basilica vetus o basilica minor) e il battistero di Santo Stefano alle Fonti

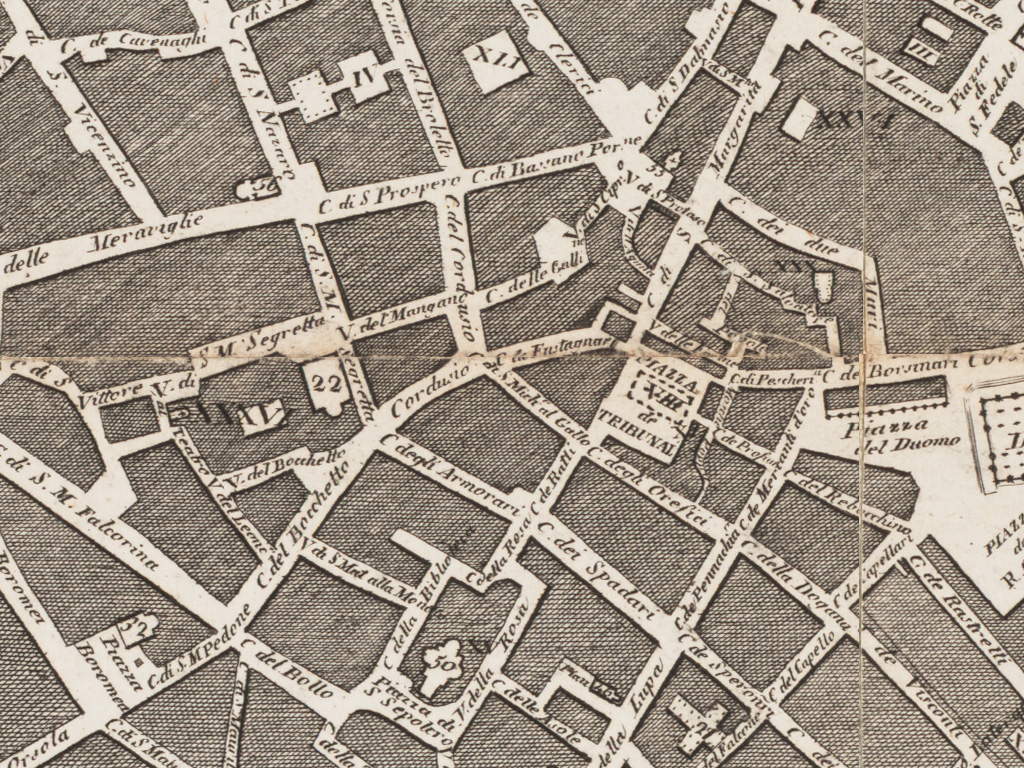
Mappa di Milano del 1820. Sulla destra si riconosce piazza del Duomo, con il Coperto dei Figini e il Rebecchino situati di fronte alla cattedrale milanese.

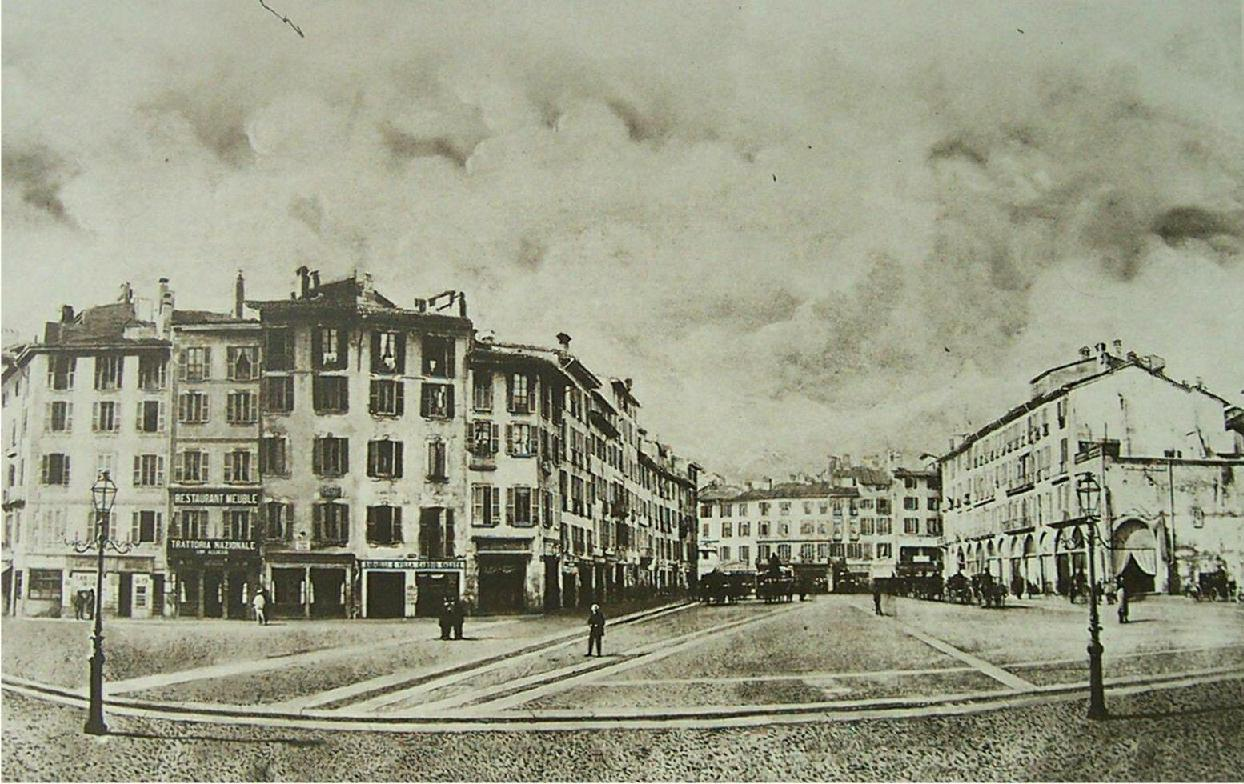
Fotografia del 1860 di piazza del Duomo scattata con alle spalle la cattedrale milanese: a destra in primo piano si vede il Coperto dei Figini, a sinistra in primo piano il caseggiato del Rebecchino

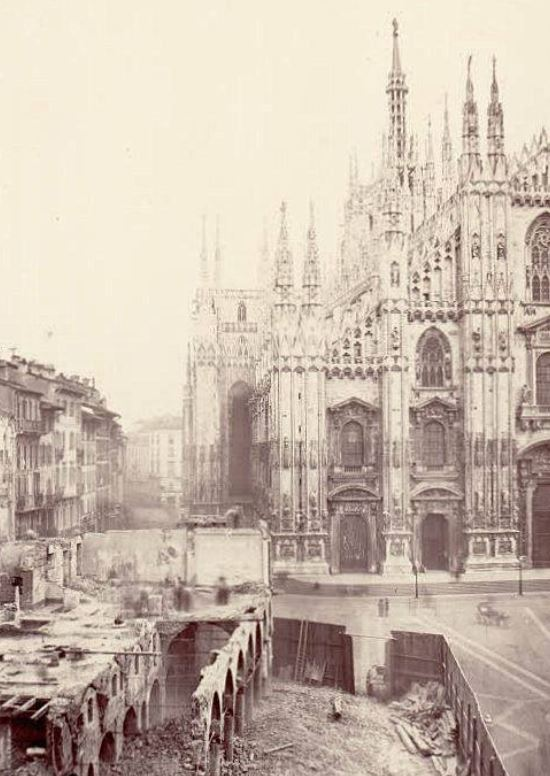
Il Coperto dei Figini durante la sua demolizione.

In particolare, le colonne del portico erano in granito, mentre i loro capitelli erano riccamente impreziositi da stemmi e da palmizi. Quattro capitelli sono stati recuperati dalla demolizione dell'edificio e sono ora esposti pressi i Musei del Castello Sforzesco. Le finestre dei due piani superiori, che erano a sesto acuto, erano impreziosite da tondi a mezza figura sporgente, situati tra le colonne e gli archi del portico sottostante. Queste finestre furono ispirate da quelle della Ca' Granda, anch'essa opera di Guiniforte Solari.
Nel corso dei secoli l'aspetto architettonico dell'edificio fu aggiornato in stile rinascimentale, stile che conservò fino alla sua demolizione, con la modifica delle finestre, che diventarono rettangolari perdendo la precedente forma a sesto acuto. Nel XVIII vennero aggiunti dei balconi e fu realizzato un terzo piano soprastante il portico, portando i piani totali dell'edificio a quattro. Del Coperto dei Figini fu anche aumentata la lunghezza con la costruzione di nuovi porzioni.
L'edificio, che si trovava nella zona nord-ovest della piazza, fu per 400 anni un luogo d'incontro per i milanesi e sede di molti negozi e bar storici come il Caffè Campari, che si trovavano sotto i suoi portici. Ospitava diversi negozi che vendevano bevande come il turbolin (caffè bollito e poi filtrato), cioccolato, barbajada, sciroppo di orzata e altro ancora. Molti di questi negozi si sono trasformati in caffè quando i primi locali di questo tipo sono apparsi a Milano, come ad esempio il già citato Caffè Campari.
Da un censimento del 1841 sappiamo che sotto i portici del Coperto dei Figini erano presenti, oltre ai già citati bar, negozi che vendevano oggettistica per la casa e per la persona, vestiti, oltre che mercerie, negozi che vendevano tovaglie e tessuti, lo studio di un dentista e chirurgo e infine un negozio di dipinti antichi, stampe, ed oggetti d'arte
Della demolizione del Coperto dei Figini e del vicino isolato del Rebecchino si iniziò a parlare all'inizio del XIX secolo, in epoca napoleonica. L'obiettivo era già all'epoca quello di ampliare piazza del Duomo. Il Coperto dei Figini venne poi abbattuto a partire dal 1864, quando l'area venne ristrutturata per l'ingrandimento di piazza del Duomo e per la costruzione della Galleria Vittorio Emanuele II.
Il pittore Angelo Inganni ha lasciato alcuni dipinti raffiguranti il Coperto dei Figini risalenti a pochi anni prima della sua demolizione, e sono giunte sino a noi anche alcune fotografie dello storico edificio di piazza del Duomo.
La Galleria Vittorio Emanuele II venne inaugurata nel 1867, mentre il vicino Rebecchino fu demolito nel 1875. Uno dei primi negozianti a installarsi nella nuova galleria fu Gaspare Campari, proprietario del Caffè Campari, che in precedenza si trovava sotto i portici del Coperto dei Figini. Il primo bambino nato in Galleria Vittorio Emanuele II fu Davide Campari, figlio del già citato Gaspare. Davide Campari fondò poi l'omonima azienda produttrice di bevande, che esiste tuttora.

## Il "Coperto" nella cultura di massa
Lo scrittore e poeta Igino Ugo Tarchetti scelse il Coperto dei Figini come tema principale per il suo romanzo di critica sociale Paolina. Mistero del Coperto del Figini, pubblicato nel 1867.

## Galleria d'immagini

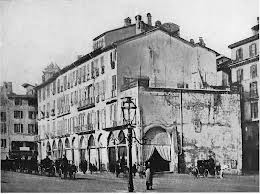
Primo piano del Coperto dei Figini
Piazza del Duomo a Milano in una foto scattata dal sagrato del Duomo precedente al 1864, anno della demolizione del Coperto dei Figini, che si vede sulla destra. Sulla sinistra si intravede invece il Rebecchino, storico quartiere di Milano demolito nel 1875
Il Coperto dei Figini durante la sua demolizione